# 이요미야노시타역
이요미야노시타역(일본어: 伊予宮野下駅)은 일본 에히메현 우와지마시에 위치한 시코쿠 여객철도 요도 선의 철도역이다. 역 번호는 G44이며, 상대식 승강장 2면 2선의 구조를 갖춘 지상역이다.

## 타는 곳
| 역사 측 | ■ 요도 선 | 상행 | 에카와사키 · 구보카와 방면 |
| 반대 측 | ■ 요도 선 | 하행 | 우와지마 방면              |

## 역 주변
- 우와지마 시 미마 지소
- 미마 나들목

## 역사
- 1914년 10월 18일 : 우와지마 철도의 미야노시타역으로서 개업.
- 1933년 8월 1일 : 우와지마 철도가 국유화. 미야노시타 역으로부터 현재의 역명으로 변경.
- 1987년 4월 1일 : 일본국유철도 분할 민영화에 의해, 시코쿠 여객철도가 승계.

## 인접 역
| 시코쿠 여객철도 요도 선 | 시코쿠 여객철도 요도 선 | 시코쿠 여객철도 요도 선     |
| ----------------------- | ----------------------- | --------------------------- |
| G 43 후타나 와카이 방면 | 요도 선                 | 무덴 G 45 기타우와지마 방면 |